# S&P Mib
Lo S&P MIB è stato un indice azionario della Borsa italiana.
Era il paniere che racchiudeva le azioni delle 40 maggiori società italiane, anche se hanno la sede legale all'estero, quotate sull'MTA.

## Storia dell'indice
L'indice di riferimento italiano è iniziato il 31 dicembre 1992 con il nome COMIT 30 con un valore base di 100 punti.
Il 17 ottobre 1994, la Borsa Italiana ha rilevato i diritti su COMIT 30 della Banca Commerciale Italiana (ora Intesa Sanpaolo) ridenominandolo Mib30. Il valore base per l'anno 1992 è stato fissato a 10.000 punti. Nell'índice fino al 1º giugno 2003 sono stati inclusi i 30 titoli a maggior capitalizzazione di Piazza Affari.
Lo S&P Mib che è subentrato allo storico Mib30, è stato quotato dal 2 giugno 2003 al 29 maggio 2009 quando è stato sostituito dall'indice FTSE MIB in seguito alla fusione di Borsa italiana con il LSE.
L'indice nacque in seguito ad una partnership tra Borsa Italiana e la società di rating Standard & Poor's da cui entrambi i partner hanno trovato reciproco vantaggio:
- Borsa Italiana si liberava dall'incombenza di seguire, aggiornare e gestire (tecnicamente e metodologicamente) qualcosa che esulava dalla sua attività principale e ha garantito al suo indice una maggiore visibilità (data la notorietà di Standard&Poor's);
- Standard & Poor's poteva aggiungere al suo paniere di indici anche quello della borsa italiana, sopportando solamente un costo marginale data la struttura apposita della quale è dotata, al fine di garantire maggiore notorietà.

L'indice di borsa S&P Mib costituì il benchmark del mercato borsistico italiano e l'unico indice sottostante di prodotti derivati.
Esso rappresentava all'incirca l'80% della capitalizzazione del mercato azionario italiano.

### Calcolo e criteri di selezione
L'indice veniva calcolato con modalità value weighted (valore ponderato alla capitalizzazione del titolo) tenendo conto quindi dei diversi pesi delle società selezionate.
L'indice comprendeva 40 tra i principali titoli quotati sui mercati organizzati e gestiti da Borsa Italiana. Tale numero arbitrario era soggetto a variazioni una volta l'anno in funzione delle valutazioni dell'Index Committee (una commissione congiunta composta da rappresentanti di S&P e di Borsa Italiana)
I criteri di selezione si basavano sulla classificazione settoriale, sulla capitalizzazione del flottante e sulla liquidità.
La revisione ordinaria dei componenti veniva effettuata a marzo e settembre, mentre la revisione dei pesi a marzo, giugno, settembre e dicembre.
C'erano comunque ribilanciamenti straordinari a seguito di operazioni sul capitale (incremento del numero di azioni superiore al 5%), a variazioni rilevanti del flottante (superiore al 5%) e a seguito di spin off (cioè scorpori di rami d'azienda), fusioni, delisting (cioè cancellazione dalle contrattazioni), o nuove quotazioni se la capitalizzazione del nuovo titolo è uguale o superiore al 3% di quella corrente dell'intero mercato.

### Sviluppo annuale
La tabella mostra lo sviluppo del COMIT 30 (1992-1993), del Mib30 (1994-2002) e dello S&P Mib (2003-2008).
Il record storico dell'índice fu raggiunto il 7 marzo 2000 quando raggiunse i 51.273 punti.
Per vedere l'índice negli anni successivi, da quando è diventato FTSE MIB clicca qui.
| Anno | Punti al 31/12 | Variazione in punti | Variazione % |
| ---- | -------------- | ------------------- | ------------ |
| 1992 | 10.000         |                     |              |
| 1993 | 14.560,00      | +4.560,00           | +45,60       |
| 1994 | 14.748,00      | +188,00             | +1,29        |
| 1995 | 14.132,00      | -616,00             | -4,18        |
| 1996 | 15.697,00      | +1.565,00           | +11,07       |
| 1997 | 24.942,00      | +9.245,00           | +58,90       |
| 1998 | 35.152,00      | +10.210,00          | +40,93       |
| 1999 | 42.991,00      | +7.839,00           | +22,30       |
| 2000 | 43.719,00      | +728,00             | +1,69        |
| 2001 | 32.263,00      | -11.456,00          | -26,20       |
| 2002 | 23.886,00      | -8.377,00           | -25,96       |
| 2003 | 26.887,00      | +3.379,00           | +12,56       |
| 2004 | 30.903,00      | +4.016,00           | +14,94       |
| 2005 | 35.704,00      | +4.801,00           | +15,54       |
| 2006 | 41.434,20      | +5.730,20           | +16,05       |
| 2007 | 38.553,67      | -2.880,53           | -6,95        |
| 2008 | 19.459,53      | -19.094,14          | -49,53       |

## Elenco delle società che componevano il paniere
Al 29 maggio 2009, ultimo giorno di esistenza del listino, le aziende che componevano lo S&P Mib, erano:
| N. | Società | Codice | Sede legale                       | Presidente                  | Super sector                                | Capitalizzazione (€) all'8 settembre 2008 | Peso (%) |
| -- | --- | ------ | --------------------------------- | --------------------------- | ------------------------------------------- | ----------------------------------------- | -------- |
| 1. | A2A S.p.A. | A2A    | Brescia                           | Giuliano Zuccoli            | Servizi pubblici                            | 6.400.525.481                             | 1,47%    |
| 2  | Alleanza Assicurazioni S.p.A. | AL     | Milano                            | Amato Luigi Molinari        | Assicurazioni                               | 5.449.650.597                             | 1,25%    |
| 3  | * Ansaldo STS S.p.A. | STS    | Genova                            |                             | Prodotti e servizi industriali              |                                           |          |
| 4  | Atlantia S.p.A. | ATL    | Roma                              | Gian Maria Gros-Pietro      | Prodotti e servizi industriali              | 9.801.994.645                             | 2,25%    |
| 5  | Autogrill S.p.A. | AGL    | Rozzano (MI)                      | Gilberto Benetton           | Viaggi e tempo libero                       | 2.204.121.600                             | 0,507%   |
| 6  | Banca Monte dei Paschi di Siena S.p.A. | BMPS   | Siena                             | Giuseppe Mussari            | Banche                                      | 9.623.711.973                             | 2,21%    |
| 7  | Banca Popolare di Milano S.c.r.l. | BMI    | Milano                            | Roberto Mazzotta            | Banche                                      | 2.848.012.700                             | 0,65%    |
| 8  | Banco Popolare Società Cooperativa | BP     | Verona                            | Carlo Fratta Pasini         | Banche                                      | 7.883.046.462                             | 1,81%    |
| 9  | Bulgari S.p.A. | BUL    | Roma                              | Paolo Bulgari               | Moda, prodotti per la casa e per la persona | 2.108.961.672                             | 0,484%   |
| 10 | Buzzi Unicem S.p.A. | BZU    | Casale Monferrato (AL)            | Sandro Buzzi                | Edilizia e materiali                        | 2.233.370.956                             | 0,513%   |
| 11 | * Campari - Milano S.p.A. | CPR    | Sesto San Giovanni (MI)           |                             | Alimentari                                  |                                           |          |
| 12 | * CIR - Compagnie Industriali Riunite S.p.A. | CIR    | Milano                            |                             | Prodotti e servizi industriali              |                                           |          |
| 13 | Enel S.p.A. | ENEL   | Roma                              | Piero Gnudi                 | Servizi pubblici                            | 37.033.951.937                            | 8,52%    |
| 14 | Eni S.p.A. | ENI    | Roma                              | Roberto Poli                | Petrolio e gas naturale                     | 82.470.339.257                            | 18,96%   |
| 15 | FIAT S.p.A. | F      | Torino                            | John Elkann                 | Automobili e componentistica                | 11.410.709.476                            | 2,62%    |
| 16 | Finmeccanica S.p.A. | FNC    | Roma                              | Pier Francesco Guarguaglini | Prodotti e servizi industriali              | 7.469.396.339                             | 1,72%    |
| 17 | Fondiaria-SAI S.p.A. | FSA    | Firenze                           | Salvatore Ligresti          | Assicurazioni                               | 2.369.694.412                             | 0,544%   |
| 18 | Generali S.p.A. | G      | Trieste                           | Antoine Bernheim            | Assicurazioni                               | 31.318.604.333                            | 7,20%    |
| 19 | Geox S.p.A. | GEO    | Montebelluna (TV)                 | Mario Moretti Polegato      | Moda, prodotti per la casa e per la persona | 2.035.727.965                             | 0,468%   |
| 20 | Impregilo S.p.A. | IPG    | Sesto San Giovanni (MI)           | Massimo Ponzellini          | Edilizia e materiali                        | 1.450.860.863                             | 0,334%   |
| 21 | Intesa Sanpaolo S.p.A. | ISP    | Torino                            | Giovanni Bazoli             | Banche                                      | 44.387.599.047                            | 10,21%   |
| 22 | Italcementi S.p.A. | IT     | Bergamo                           | Giampiero Pesenti           | Edilizia e materiali                        | 1.760.548.586                             | 0,405%   |
| 23 | Lottomatica S.p.A. | LTO    | Roma                              | Lorenzo Pellicioli          | Viaggi e tempo libero                       | 3.212.039.273                             | 0,74%    |
| 24 | Luxottica S.p.A. | LUX    | Belluno, Àgordo                   | Leonardo Del Vecchio        | Moda, prodotti per la casa e per la persona | 8.121.478.145                             | 1,87%    |
| 25 | Mediaset S.p.A. | MS     | Cologno Monzese (MI)              | Fedele Confalonieri         | Media                                       | 5.599.018.653                             | 1,29%    |
| 26 | Mediobanca S.p.A. | MB     | Milano                            | Cesare Geronzi              | Banche                                      | 7.822.510.988                             | 1,80%    |
| 27 | Mediolanum S.p.A. | MED    | Basiglio (MI)                     | Roberto Ruozi               | Assicurazioni                               | 2.234.594.615                             | 0,514%   |
| 28 | Mondadori Editore S.p.A. | MN     | Segrate (MI)                      | Marina Berlusconi           | Media                                       | 974.937.309                               | 0,224%   |
| 29 | Parmalat S.p.A. | PLT    | Collecchio (PR)                   | Enrico Bondi                | Alimentari                                  | 3.111.868.369                             | 0,72%    |
| 30 | Pirelli & C. S.p.A. | PIRC   | Milano                            | Marco Tronchetti Provera    | Automobili e componentistica                | 2.352.297.330                             | 0,541%   |
| 31 | Prysmian S.p.A. | PRY    | Milano                            | Paolo Zannoni               | Prodotti e servizi industriali              | 3.012.301.783                             | 0,69%    |
| 32 | Saipem S.p.A. | SPM    | San Donato Milanese (MI)          | Marco Mangiagalli           | Petrolio e gas naturale                     | 10.268.154.384                            | 2,36%    |
| 33 | Snam Rete Gas S.p.A. | SRG    | San Donato Milanese (MI)          | Alberto Meomartini          | Servizi pubblici                            | 7.997.949.613                             | 1,84%    |
| 34 | STMicroelectronics N.V. | STM    | Schiphol, Amsterdam (Paesi Bassi) | Carlo Bozotti               | Tecnologia                                  | 7.526.420.798                             | 1,73%    |
| 35 | Telecom Italia S.p.A. | TIT    | Milano                            | Gabriele Galateri di Genola | Telecomunicazioni                           | 14.049.834.693                            | 3,23%    |
| 36 | Tenaris S.A. | TEN    | Lussemburgo (Lussemburgo)         | Paolo Rocca                 | Materie prime                               | 19.090.461.078                            | 4,39%    |
| 37 | Terna - Rete Elettrica Nazionale S.p.A. | TRN    | Roma                              | Luigi Roth                  | Servizi pubblici                            | 5.220.371.059                             | 1,20%    |
| 38 | UniCredit S.p.A. | UC     | Roma                              | Alessandro Profumo          | Banche                                      | 48.936.251.310                            | 11,25%   |
| 39 | UBI Banca S.p.A. | UBI    | Bergamo                           | Emilio Zanetti              | Banche                                      | 9.402.475.364                             | 2,16%    |
| 40 | Unipol Gruppo Finanziario S.p.A. | UNI    | Bologna                           | Pierluigi Stefanini         | Assicurazioni                               | 2.483.679.950                             | 0,571%   |
|    | Società che erano presenti all'8/9/2008, data alla quale sono aggiornati le informazioni e i dati inseriti, escluse dall'ultima revisione dell'indice del 23 marzo 2009 e sostituite da quelle con * |        |                                   |                             |                                             |                                           |          |
| EX | Fastweb S.p.A. | FWB    | Milano                            | Carsten Schloter            | Telecomunicazioni                           | 1.584.834.858                             | 0,364%   |
| EX | Gruppo Editoriale L'Espresso S.p.A. | ES     | Roma                              | Carlo De Benedetti          | Media                                       | 746.438.781                               | 0,172%   |
| EX | Seat Pagine Gialle S.p.A. | PG     | Milano                            | Enrico Giliberti            | Media                                       | 864.405.667                               | 0,199%   |

## I derivati dall'indice
I prodotti derivati, futures, minifutures e opzioni sull'indice S&P/MIB negoziati sul mercato IDEM dal 22 marzo 2004 erano:
- futures su S&P/MIB
- minifutures su S&P/MIB
- opzioni su S&P/MIB